# Lagria rufipennis
Lagria rufipennis es una especie de escarabajo del género Lagria, familia Tenebrionidae, orden Coleoptera. Fue descrita científicamente por Marseul en 1876.

## Distribución
Se distribuye por Rusia, China, Japón, Corea del Norte y del Sur.